# Seznam županov Občine Šentjur
Seznam županov Občine Šentjur navaja nosilce te funkcije od osamosvojitve Republike Slovenije. V oklepajih so navedene začetne in končne letnice županovanja.

## Seznam
- Jurij Malovrh (1994–2002)
- Štefan Tisel (2002–2010)
- Marko Diaci (2010– )